# El Carmelo (Argentina)
El Carmelo es una localidad ubicada en el distrito Potrerillos, departamento Luján de Cuyo, provincia de Mendoza, Argentina. 
Es la más oriental de las localidades que componen El Salto, ubicándose 4 km al oeste del centro de la misma, sobre la Ruta Provincial 89 que sirve de acceso al valle.
La zona es mayoritariamente de casas de fin de semana o turismo, con un 80% de las viviendas para ambos fines. El Carmelo se destaca por tener el mayor porcentaje de viviendas para uso residencial permanente, con un 11%. La avenida Los Cóndores es la principal vía de comunicación local, y a lo largo de ella se afincaron los primeros colonos, quienes recién en 2004 comenzaron a recibir los títulos de propiedad de sus tierras tras más de 40 años.